# Lijst van Stolpersteine in Veere
De lijst van Stolpersteine in Veere geeft een overzicht van de Stolpersteine in de Nederlandse gemeente Veere in de Nederlandse provincie Zeeland die zijn geplaatst in het kader van het Stolpersteine-project van de Duitse beeldhouwer-kunstenaar Gunter Demnig.
Omdat het Stolpersteine-project doorloopt, kan deze lijst onvolledig zijn.

## Stolpersteine
In de gemeente Veere liggen zes Stolpersteine op drie adressen, vier in Veere, twee in Domburg.
| Afbeelding | Inscriptie                                                                         | Adres                                     | Herdachte persoon |
| ---------- | ---------------------------------------------------------------------------------- | ----------------------------------------- | --- |
|            | HIER WOONDE LUDWIG RUPPEL GEB. 1876 VERMOORD 16.7.1943 SOBIBOR                     | Domburg, Westerstraat/Westweg Kaart (OSM) | Ludwig Ruppel (1876-1943)                                                                                            |
|            | HIER WOONDE HEDWICH SOPHIE RUPPEL-SECKENDORFF GEB. 1884 VERMOORD 16.7.1943 SOBIBOR | Domburg, Westerstraat/Westweg Kaart (OSM) | Hedwich Sophie Ruppel-Seckendorff (1884-1943)                                                                        |
|            | HIER WOONDE JACOB MACHIEL TAYTELBAUM GEB. 1896 VERMOORD 1.10.1942 AUSCHWITZ        | Veere, Kade 47 Kaart (OSM)                | Jacob Machiel Taytelbaum (1896-1942)                                                                                 |
|            | HIER WOONDE BLANCHE TAYTELBAUM-LEVY GEB. 1896 VERMOORD 11.6.1943 SOBIBOR           | Veere, Kade 47 Kaart (OSM)                | Blanche Taytelbaum-Levy (1896-1943)                                                                                  |
|            | HIER WOONDE EMIL THALMANN GEB. 1892 VERMOORD 30.10.1944 AUSCHWITZ                  | Veere, Kade 49 Kaart (OSM)                | Emil Thalmann (1892-1944) Zie ook de Stolperstein voor Emil Thalmann in 's-Hertogenbosch                             |
|            | HIER WOONDE MARTHA THALMANN- WOLFSHEIMER GEB. 1896 VERMOORD 30.10.1944 AUSCHWITZ   | Veere, Kade 49 Kaart (OSM)                | Martha Thalmann-Wolfsheimer (1896-1944) Zie ook de Stolperstein voor Martha Thalmann-Wolfsheimer in 's-Hertogenbosch |